# Caenorhabditis elegans
Caenorhabditis elegans (običajno okrajšana kot C. elegans) je vrsta gliste iz družine ogorčic (Rhabditidae), ki živi v prsti v zmernem podnebnem pasu in se prehranjuje z bakterijami, ki rastejo na razpadajočem rastlinskem materialu (torej ni zajedavska). V biologiji je znana predvsem kot zelo priročen modelni organizem, zaradi česar je eden najbolj raziskanih organizmov na svetu.

## Telesne značilnosti in biologija
Predstavniki so dolgi približno milimeter, ovalne oblike in s prosojno povrhnjico. Morfološko se malo razlikujejo od sorodnih vrst, zato za razločevanje uporabljajo molekularne tehnike. C. elegans ima dva spola, predstavniki so bodisi hermafroditi, bodisi mnogo redkejši samci, ki jih je v populaciji samo 0,01 %. Spol določajo spolni kromosomi; hermafroditi imajo dva, samci pa enega; samci nastanejo, če pride do napake pri ločevanju homolognih kromosomov v mejozi, s katero nastane spolna celica, ali pa pri parjenju samca s hermafroditom (po zakonitostih križanja je rezultat takega parjenja polovica samcev).
Ena od prednosti tega organizma za raziskave na področju razvojne biologije je, da ima razmeroma majhno število celic in njihova vloga je pri vseh osebkih enaka. Že več desetletij so poznane razvojne linije vseh 959 somatskih celic pri odraslih hermafroditih in 1031 pri odraslih samcih. Konstanten je tudi vzorec razvoja, pri katerem 131 celic (v hermafroditu), večina katerih bi se sicer specializirala v nevrone, nadzorovano propade z apoptozo.

## Ekologija
Glista C. elegans se prehranjuje z bakterijami, ki rastejo na razpadajočem rastlinskem materialu. Različne vrste rodu Caenorhabditis poseljujejo različna okolja, bogata s hranili in z bakterijami, v normalni prsti pa populacija ne more uspevati, saj ni dovolj hranil. Drugi vidiki ekologije te vrste v naravnem okolju so zaenkrat slabo raziskani. Večina laboratorijskih populacij izhaja iz umetnih okolij, kot so vrtovi in kompostniki, so pa lahko zelo številčne v gnijočem rastlinskem materialu, predvsem sadju.
Osebki so sposobni preživeti daljša obdobja neugodnih okoljskih razmer (pomanjkanje hranil, suša ipd.) tako, da v fazi razvoja tvorijo različne odporne oblike, eno od njih imenujejo »Dauer ličinke« (iz nemške besede za trajanje oz. trajnost). V tej obliki lahko preživijo več mesecev brez hrane z upočasnjenimi življenjskimi procesi in ustavljenim staranjem. Dauer ličinke lahko prenašajo okrog različni drugi nevretenčarji, kot so stonoge, žuželke, polži ipd. Domnevajo, da na ta način gliste kolonizirajo nova območja ali pa si samo zagotovijo življenjski prostor bogat s hranili ko prenašalec pogine.

## Genetika
Sekvenca genoma je bila objavljena leta 1998, zadnje manjkajoče kose pa so raziskovalci razvozlali do leta 2002. Genom gliste C. elegans sestavlja približno 100 milijonov baznih parov, urejenih v 6 kromosomih in mitohondrijih. Vsebuje približno 20.000 genov, ki kodirajo beljakovine, mnogi od teh imajo funkcionalne ustreznice pri človeku. Mnogo genov je urejenih v operone - večsmiselne serije genov, ki se prepisujejo naenkrat; gliste so eni redkih znanih evkariotov s tem tipom organizacije genoma.
Poleg genov za beljakovine ima še preko 16000 genov za RNK, ki ne kodira beljakovin (prenašalna RNK, ribosomalna RNK itd.). Preostalih 26 % genoma predstavljajo introni. Posebnost vrste C. elegans je, da je izjemno občutljiva na pojav, ki mu pravimo RNA-interferenca. RNK bakterij, ki jih osebki pojedo, vstopi v celice in lahko vpliva na gensko prevajanje. To je izjemno poenostavilo ugotavljanje funkcije genov. S hranjenjem osebkov s transgenimi bakterijami z dodanimi komplementarnimi odseki RNK so do leta 2002 uspeli »utišati« 86 % genov in z opazovanjem sprememb ugotoviti funkcijo približno 9 % celotnega genoma.

## Raziskave
Kot modelni organizem predstavlja vrsta C. elegans vmesno stopnjo med enoceličnimi evkarioti in kompleksnejšimi organizmi, kot so vretenčarji in višje rastline. Zato je že več desetletij osrednji subjekt za raziskave ontogenetskega razvoja večceličnih organizmov, pa tudi drugih vidikov biologije.
Z raziskavami na vrsti je v 1970. letih pričel južnoafriški biolog Sydney Brenner, ki je v njej našel priročen in enostavno razumljiv raziskovalni subjekt (vsaj v primerjavi z vretenčarji in človekom). To pomeni, da so številni drugi znanstveniki na tem področju posredno ali neposredno povezani z njim, saj so delali kot doktorski ali podoktorski raziskovalci bodisi pri njem, bodisi pri kom, ki je delal pri njem.
Brenner in dva od njegovih prvih sodelavcev, H. Robert Horvitz ter John Sulston, so za odkritja na področju genetske regulacije ontogenetskega razvoja, pridobljena z raziskavami na tem modelu, leta 2002 prejeli Nobelovo nagrado za fiziologijo ali medicino. Za vpogled v temeljne biološke procese, ki ga je omogočila ta glista, so v naslednjih letih prejeli Nobelove nagrade še Andrew Fire in Craig Mello (Nobelova nagrada za fiziologijo ali medicino 2006 za odkritje RNA-interference), Martin Chalfie (Nobelova nagrada za kemijo 2008 za odkritje zeleno fluorescirajočega proteina) ter Victor Ambros in Gary Ruvkun  (nagrada za fiziologijo ali medicino 2024 za odkritje mikro-RNA).